# Al-Walid ibn Rifa'ah al-Fahmi
Al-Walid ibn Rifa'ah al-Fahmi, död 735, var en umayyadisk ämbetshavare.
Han var umayyadisk guvernör i Egypten 727-735. 